# Arussi Unda
Arussi Unda é uma advogada feminista e porta-voz do grupo Las Brujas del Mar (“As Bruxas do Mar”) de Veracruz, no México. Ela foi considerada uma das 100 pessoas mais influentes do mundo em 2020 pela revista Time.

## História
Las Brujas del Mar começou como um grupo privado no Facebook. Ao discutir tópicos feministas, a violência frequentemente surgia como assunto, bem como mulheres pedindo ajuda. Depois de pela primeira vez elas ajudarem a retirar uma mulher de uma casa violenta, a organização começou a tomar corpo.
Arussi Unda ajudou a organizar a Greve Nacional das Mulheres em 9 de março de 2020, no México, para protestar e levantar a conscientização quanto à crescente violência sofrida pelas mulheres em todo o país. Isto aconteceu no dia seguinte ao Dia Internacional da Mulher, e milhões de mexicanas deixaram de ir a seus trabalhos, de cuidar de outras pessoas e de realizar suas tarefas cotidianas.
Unda foi incluída também na lista da BBC das 100 mulheres mais influentes do mundo em 2020.